# Arimortis
Arimortis, spesso abbreviata in arimo [à-ri-mo] — tanto che la versione estesa è spesso sconosciuta ai parlanti — (o più raramente in arimus) è un'espressione utilizzata prevalentemente in Lombardia ed in particolare nelle province di Milano, Brescia, Bergamo, Cremona, in Brianza e nell'Alto Mantovano, nonché in Emilia (Reggio Emilia) ed in Piemonte; è convenzionalmente in uso tra i bambini durante i loro giochi, allo scopo di invocare una sospensione del gioco e/o attività in corso per piccoli "incidenti" quali stringa slacciata, richiamo materno per merenda et similia. È l'equivalente del time-out negli sport agonistici. L'espressione contraria, che indica la ripresa del gioco, è arivivis.
Arimortis e arivivis sono termini moderni che sostituiscono i corrispondenti alimortis e alivivis, utilizzati fino agli Anni Sessanta del XX secolo.
Alcuni ipotizzano che il termine derivi dal latino «arae mortis» (gli altari della morte). Questi altari venivano costruiti per celebrare i caduti al termine delle guerre. Erano quindi un'indicazione di tregua in atto.
Un etimo più probabile si può trovare nelle locuzioni latine alea vivis e alea mortis con le quali gli antichi giocatori d'azzardo accompagnavano il lancio dei dadi; con  alea vivis (dadi vivi) il giocatore annunciava il lancio e con alea mortis (dadi morti) dichiarava la conclusione dello stesso e la possibilità per l'avversario di raccoglierli e giocarli a sua volta. Quindi, è assai probabile che da alea vivis e alea mortis derivino, per composizione, alimortis e alivivis, dai quali i moderni arimortis e arivivis.
Nel resto d'Italia, sono generalmente utilizzati, per identici scopi, i termini mortis e vivis. In Veneto e Friuli-Venezia Giulia, tuttavia, è utilizzata l'espressione maccheronica bàndius, che fa riferimento al divieto (cioè al bando) di proseguire nel gioco. La ripresa delle attività è segnalata gridando fine bàndius.
In Toscana, principalmente a Prato e dintorni, è in uso il termine squisio, forse derivante dallo spagnolo juicio.

## Esempi scritti d'uso e fonti
- smemoranda, su smemoranda.it. URL consultato il 27 giugno 2007 (archiviato dall'url originale il 28 settembre 2007).
- liceo curie

(Prof Fiorenzo Castiglioni (Intervista del 15 febbraio 2006))
- un'opera teatrale di Franco Zaffanella  ha questo titolo[4]
- una descrizione del significato, su ilpaesedeibambinichesorridono.it. URL consultato il 27 giugno 2007 (archiviato dall'url originale l'11 agosto 2007).
- libro con questo titolo e questo significato, su aquilino.biz.
- in un giornale (PDF), su dev.reactiva.com. URL consultato il 27 giugno 2007 (archiviato dall'url originale il 29 settembre 2007).
- un'opera teatrale di Carlo Rossi del 1992 ha questo titolo
- Lella costa, su tecalibri.altervista.org.